# ادوين جونز
ادوين جونز (بالإنجليزية: Edwin Jones)‏ (1 يناير 1891 - 1 نوفمبر 1953 برمنغهام المملكة المتحدة) هو لاعب كرة قدم بريطاني.